# Visone
Visone – miejscowość i gmina we Włoszech, w regionie Piemont, w prowincji Alessandria.
Według danych na styczeń 2010 gminę zamieszkiwało 1245 osób przy gęstości zaludnienia 99,1 os./1 km².